# Vítor Estêvão
Vítor Manuel Estêvão (Luanda, 3 de julho de 1952) é um director de fotografia português, com um número significativo de trabalhos nas áreas de cinema e de televisão.

## Biografia
Frequenta um curso de cinema na Bélgica, na E.S.C.B. Inicia a sua actividade na cooperativa de cinema "Cinequipa" em meados da década de setenta como operador de câmara e depois na empresa "Diafilme".
Dedica-se com regularidade, a partir de 1983, à prática do filme de publicidade e, no início dos anos noventa, começa a trabalhar também como  director de iluminação em programas de televisão.
É um dos fundadores da "Associação de Imagem Portuguesa" (AIP). Exerce a sua actividade em Portugal e Espanha, onde participa na criação de uma produtores de filmes.
Como director de fotografia, trabalha ainda em séries de televisão, filmes de ficção e documentário, tanto em longas-metragens como em curtas-metragens. Destaca-se pela sua versatilidade. No documentário, género que pratica na primeira fase da sua carreira, também como operador de câmara, distingue-se pelo apuro dos seus planos-sequência: uma combinação de travelling óptico com panorâmica.

## Filmografia

### Cinema
- 2006 - Coisa Ruim  - (longa-metragem de Tiago Guedes e Frederico Serra).
- 2001 - A Menina dos Meus Olhos (curta-metragem de Isabel Rosa)
- 1999 - O Ralo (média-metragem de Tiago Guedes de Carvalho)
- 1997 - Menos Nove (média-metragem de Rita Antunes
- 1992 - Luz Negra (longa-metragem de Javier Bermudez)
- 1986 - Las Dos Orillas (longa-metragem de Juan Bollaim)
- 1983 – Rocio (documentário de média-metragem de Fernando Ruiz Vergara) [1][2][3]
- 1982 - A Epopeia dos Bacalhaus: (documentário de longa-metragem sobre a pesca do bacalhau de Francisco Manso)
- 1981 - Ao Fundo desta Estrada (documentário de longa-metragem de Ricardo Costa – Série Homem Montanhês)
- 1981 - O Pão e o Vinho (documentário de longa-metragem de Ricardo Costa)
- 1981 – Longe é a Cidade (documentário de longa-metragem de Ricardo Costa – Série Homem Montanhês)
- 1980 - Verde por Fora, Vermelho por Dentro (longa-metragem de Ricardo Costa)
- 1979 - Pitões, Aldeia do Barroso (documentário de longa-metragem de Ricardo Costa – Série Homem Montanhês)
- 1979 - Castro Laboreiro (documentário de longa-metragem de Ricardo Costa – Série Homem Montanhês)

### Televisão
- 2006 - Pegar ou Largar (programa de televisão realizado por Vasco Vilarinho).
- 1999 - Não és Homem, Não és Nada (série de televisão de Jorge Paixão da Costa)
- 1998 - Programas Herman 98, Made in Portugal, O Juiz Decide, Look Elite Model 98, Novos Talentos Moda, etc.
- 1994 - Director de publicidade e director de iluminação em vários programas de televisão
- 1987 - De Ano em Ano: pesquisa antropológica (série de televisão realizada por Pilar Távora)
- 1984 - Portugal Passado e Presente, do Prof. Lagoa Henriques - série
- 1979/1981 O Homem Montanhês (série de televisão constituída por quatro longas-metragens,  exibidas cada uma delas emitida em três episódios – Produção Diafilme /RTP)

### Videoclipes
- 1997 - Vários videoclipes
- 1994 - Madredeus, Rui Veloso, Bind Zero, Amarginhas, Delfins, Vitorino, Black Out, Três Tristes Tigres, Rio Grande, etc.

## Publicidade
- 1997 - Vários spots
- 1993 - Publicidade em 35 mm e director de iluminação em séries de televisão
- 1992 - Publicidade em 35 mm
- 1992 - Laranja Timor, filmes de publicidade em 35 mm
- 1988 - Publicidades em Sevilha, Madrid e Barcelona

## Prémios
- 1983 – El Rocio (Prémio Festival de Sevilha)
- 1992 - Laranja Timo ("Leão de Prata" no  Festival de Cannes - filmes de publicidade)